# ブルーライン (企業)
ブルーライン株式会社（英: BLUELINE CO., LTD.) は、東京都中央区に本社を置く、主に展示会・イベントに特化した輸送事業者である。また、自衛隊航空機が海外の空港で離着陸や艦船が海外に寄港する際の業務を担っている。

## 概要
2002年8月1日設立。展示会・イベント輸送を主軸に、国際物流、公用業務サポート、不動産事業、旅行関連サービス、酒類販売事業を展開。

## 沿革
- 2002年

ブルーライン株式会社設立 資本金1500万円
- 2004年

日本展示会協会に入会
- 2005年

資本金3000万円へ増資
- 2010年

IELA (International Exhibition Logistics Association) 正会員 (Full member) として加盟
- 2016年

IELA アイルランド年次総会で最優秀国内貨物取扱エージェント賞 受賞 (2015 DOMESTIC AGENT WINNER - 1st Place)
宅地建物取引業免許取得
- 2021年

宅地建物取引業免許更新
第3種旅行業登録
自衛隊援護協会に入会
通信販売酒類小売業免許及び輸入酒類卸売業免許取得
- 2023年

ブルーライン・ホールディングス株式会社 (BLHD) 設立 資本金1億円
ブルーライン株式会社は、BLHDに参画
愛媛県にある中渡島を購入
- 2024年

第一種貨物利用運送事業登録
第二種貨物利用運送事業許可
国際フレイトフォワーダーズ協会 入会
ふじの井酒造株式会社がBLHDに参画
一般酒類小売業免許、輸出酒類卸売業免許取得
通信販売酒類小売業免許条件緩和 (清酒)

## ブルーライン・ホールディングス
- ブルーライン株式会社（東京）
- ウタパオエアサービス（タイ）
- ふじの井酒造株式会社（新潟）

## 事業
- 国際物流サポート（展示会・イベント輸送、国際複合輸送、専門輸送、倉庫保管）
- 公用業務サポート（官公省庁向け輸送、航空機グランドハンドリング、艦船出入港サポート）
- 不動産アセットサポート（不動産売買、投資事業、物件管理）
- 旅行関連サービス（展示会関連旅行の手配）
- 酒類販売事業（日本酒の販売、海外普及活動）

## サステナビリティへの取り組み
環境保護
- 事業活動及びサービスに伴う環境影響を特定し、環境目的・目標を設定し、定期的見直しを行い継続的改善
- 適用される法規制を遵守すると共に、汚染の予防
- 環境保全に取り組み、リサイクルの配慮や廃棄物の削減及び騒音等の環境負荷の低減
- 省エネと省資源を推進し、資源の有効活用
- 環境配慮資材の優先購入やグリーン製品の開発
- 従業員への環境教育を実施し、環境意識の高揚

社会貢献
- 2024年5月 - 犬の保護団体「いぬ助け」に寄付
- 2024年6月 - 茨城県桜川市の「山桜を守り育て広める事業」に寄付、静岡県富士宮市の「世界文化遺産『富士山』の歴史と恵みを未来につなぐプロジェクト」に寄付
- 2024年7月 - 福島県浪江町の「震災遺構 浪江町立請戸小学校の運営事業」に寄付、長野県白馬村の「白馬駅からの景色を記憶に残るものに　白馬駅前無電柱化事業」に寄付

## 加盟団体
- 東京商工会議所 正会員
- (独) 日本貿易振興機構 (JETRO) ジェトロ・メンバーズ会員
- (一社) 日本展示会協会 会員
- (一社) 国際フレイトフォワーダーズ協会 (JIFFA) 正会員
- IELA (International Exhibition Logistics Association) 正会員 (Full member)
- メッセ・デュッセルドルフ・ジャパン「MDJサービスALLIANCE」サービス・プロバイダー
- (公社) 東京都宅地建物取引業協会 会員
- (公社) 全国宅地建物取引業保証協会 会員
- (一社) 日本旅行業協会 (JATA) 正会員
- (一財) 自衛隊援護協会 会員

## 免許・登録・許可
不動産業
- 宅地建物取引業免許 東京都知事 (2) 第99030号

旅行業
- 東京都知事登録旅行業 第3-8155号

運送業
- 第一種貨物運送利用事業登録
- 第二種貨物運送利用事業登録

酒類販売業
- 一般酒類小売業免許
- 通信販売酒類小売業免許 (清酒及び輸入酒類に限る)
- 輸入酒類卸売業免許
- 輸出酒類卸売業免許

## 資格
全省庁統一資格

## 提携先金融機関
| 金融機関名   | 金融機関の本店所在地 | 締結日                | 備考                               |
| ------------ | -------------------- | --------------------- | ---------------------------------- |
| みずほ銀行   | 東京都江東区         | 2011 (平成23)年9月6日 | 顧客の中国向け販路拡大における協力 |
| 三井住友銀行 | 東京都墨田区         | 2011 (平成23)年9月6日 | 顧客の中国向け販路拡大における協力 |
| 三菱UFJ銀行  | 東京都江東区         | 2011 (平成23)年9月6日 | 顧客の中国向け販路拡大における協力 |